# Istvan Pely
Istvan Pely (né en 1974 aux États-Unis) est un artiste professionnel et créateur de jeu vidéo. Il est directeur artistique chez Bethesda,.

## Ludographie
- Majestic Part 1: Alien Encounter (1995), développeur (publié par la Piranha)
- Symbiocom (1998), écrivain, programmeur, artiste (publié par la société Bethesda Softworks)
- Zero Critical (1999), écrivain, programmeur, artiste (publié par la société Bethesda Softworks)
- Fallout 3 (2008), chef artistique (publié par la société Bethesda Softworks)[4]